# Salas de Bureba
Salas de Bureba ist ein Dorf und eine Gemeinde mit nur noch 129 Einwohnern (Stand: 2024) in der Comarca La Bureba im Osten der Provinz Burgos innerhalb der autonomen Gemeinschaft von Kastilien-León in Spanien.

## Lage und Klima
Der Ort Salas de Bureba liegt in einer Höhe von ca. 640 m etwa 55 Kilometer nordwestlich der Provinzhauptstadt Burgos am Río Homino. Das Klima ist gemäßigt bis warm; der für spanische Verhältnisse reichliche Regen (ca. 651 mm/Jahr) fällt – mit Ausnahme der eher trockenen Sommermonate – übers Jahr verteilt.

## Bevölkerungsentwicklung
| Jahr      | 1970 | 1981 | 1991 | 2001 | 2011 | 2021 |
| Einwohner | 378  | 341  | 186  | 151  | 146  | 135  |

Die seit den 1950er Jahren deutlich gesunkenen Einwohnerzahlen sind als Folge der Mechanisierung der Landwirtschaft und der Aufgabe bäuerlicher Kleinbetriebe zu sehen.

## Wirtschaft
Das Gebiet der Comarca La Bureba ist schon seit alters her ein Weizenanbaugebiet, aber auch Sonnenblumen und Leguminosen werden ausgesät. 

## Sehenswürdigkeiten
- Marienkirche (Iglesia de Santa María)
- Einsiedelei Ecce Homo (Ermita de Ecce Homo)